# Article 155 de la Constitution belge
L'article 155 de la Constitution belge fait partie du titre III Des pouvoirs. Il interdit aux juges de cumuler leur profession avec un autre poste de fonctionnaire.
Il date du 7 février 1831 et était à l'origine — sous l'ancienne numérotation — l'article 103. Il n'a jamais été révisé.

## Texte
« Aucun juge ne peut accepter du Gouvernement des fonctions salariées, à moins qu'il ne les exerce gratuitement et sauf les cas d'incompatibilité déterminés par la loi. »